# Desa Cigugur (administrativ by i Indonesien, lat -7,62, long 108,42)
Desa Cigugur är en administrativ by i Indonesien.   Den ligger i provinsen Jawa Barat, i den västra delen av landet, 230 km sydost om huvudstaden Jakarta.